# پل بوقوسیان
پل بوقوسیان فیلسوف آمریکایی ارمنی‌تبار است.
در حال حاضر رئیس مؤسسه فلسفه نیویورک است. وی مدرک دکتری فلسفه خود را از دانشگاه پنسیلوانیا در سال ۱۹۸۷ دریافت کرد. وی یکی از مهم‌ترین فیلسوفانی است که آثار زیادی را در نقد نسبیت گرایی نوشته است. بوقوسیان ماجرای سوکال را درسی برای طرفداران نسبیت فرهنگی دانست.
او همچنین با ارجاع به نسل‌کشی ارمنیان به تحلیل مفهومی قتل‌عام و کشتار دسته جمعی پرداخته است.
کتاب «هراس از معرفت در نقد نسبی انگاری» از این فیلسوف تحلیلی که در رد نسبی انگاری معرفت نوشته شده است، با ترجمه یاسر میردامادی و از سوی نشر کرگدن در سال ۱۳۹۵ به بازار کتاب ایران عرضه شد.